# Chuquiraga arcuata
Chuquiraga arcuata es una especie de planta con flor de la familia Asteraceae.

## Hábitat
Es endémica de Ecuador.  Su hábitat natural son arbustales subtropical o tropical seco, a más de 2600 m s. n. m. Está amenazada por pérdida de hábitat; solo se conoce una  sola población colectada en 1955, entre Biblián y Cañar; y la especie no fue redescubierta. No existen especímenes en herbarios de Ecuador.

## Taxonomía
Chuquiraga arcuata fue descrita por Gunnar Wilhelm Harling y publicado en Flora of Ecuador 42: 26. 1991.